# Souto Maior (Trancoso)
Souto Maior is een plaats in de Portugese gemeente Trancoso die tot de bestuurlijke herindeling van 2013 de status van freguesia had. In 2011 telde Souto Maior 131 inwoners.